# Ars (rivière)
Pour les articles homonymes, voir Ars.
L'Ars, ou la rivière d'Ars, est une rivière française du département de la Corrèze, dans l'ancienne région du Limousin donc en région Nouvelle-Aquitaine, affluent en rive gauche de la Vézère, dans le bassin versant de la Dordogne.

## Géographie
L'Ars est également connue selon le Sandre, comme un seul cours d'eau qui prend d'abord naissance à 888 mètres d'altitude sous le nom de ruisseau de l'Étang du Diable, au sortir de l'étang du même nom sur la commune de Saint-Merd-les-Oussines, deux kilomètres au sud-est du bourg et 400 mètres à l'est du puy de l'Arbrissou.
Après sa confluence avec le ruisseau des Cars, le ruisseau continue sous ce nouveau nom pendant environ un kilomètre puis reçoit en rive gauche le ruisseau des Maisons et prend alors le nom de rivière d'Ars. Elle est franchie par la route départementale (RD) 78 puis par le  pont médiéval de Variéras, avant de passer à 500 mètres au nord-ouest du bourg de Pérols-sur-Vézère. Elle reçoit ensuite, également en rive gauche, le ruisseau de Pérols — autre nom du ruisseau de Barsanges — et devient alors dans sa partie terminale la Petite Vézère. Elle longe la RD 979E1, passe sous la RD 164 au pont de Chaleix  et rejoint 800 mètres plus loin la Vézère en rive gauche, deux kilomètres au nord-est du bourg de Bugeat à 696 mètres d'altitude, au sud du lieu-dit la Côte.
Depuis l'étang du Diable jusqu'à sa confluence avec la Vézère, le cours d'eau mesure 20,7 kilomètres de long. La totalité de son parcours s'effectue sur le territoire du parc naturel régional de Millevaches en Limousin.

### Communes traversées
Les trois communes traversées par l'Ars, d'amont vers l'aval Saint-Merd-les-Oussines, Pérols-sur-Vézère et Bugeat, se situent toutes en Corrèze, dans l'arrondissement d'Ussel.

### Bassin versant
La rivière d'Ars traverse une seule zone hydrographique « La Vézère du confluent du Vézérou au confluent de l'Ars (inclus) » (P301) de 135 km2 de superficie. Ce bassin versant est constitué à 70,60 % de « forêts et milieux semi-naturels », à 29,25 % de « territoires agricoles », à 0,23 % de « zones humides ». Outre les trois communes baignées par l'Ars, le bassin en concerne également deux autres : 
- Bonnefond où le ruisseau d'Orluguet prend sa source[6] ;
- Meymac où le ruisseau de la Gane prend sa source[7].

### Organisme gestionnaire
L'organisme gestionnaire est le Parc naturel régional de Millevaches en Limousin[source insuffisante].

## Affluents
Parmi les six affluents répertoriés par le Sandre, les deux principaux se situent en rive gauche :
- le ruisseau des Maisons, ou ruisseau de la Gane dans sa partie amont, long de 10,9 km[7] dont l'affluent le Riovert a lui-même un affluent, ce qui induit un rang de Strahler de trois pour le ruisseau des Maisons ;
- le ruisseau de Barsanges, également appelé ruisseau de Pérols dans sa partie aval, 12,1 km de long[8], passe au sud-est puis à l'ouest du bourg de Pérols-sur-Vézère, et a deux affluents, le ruisseau d'Orluguet et le ruisseau de la Chaype, qui eux-mêmes ont chacun un affluent, d'où un rang de Strahler de trois pour le ruisseau de Barsanges.

### Rang de Strahler
Les deux principaux affluents de l'Ars ayant chacun au moins un sous-affluent, le rang de Strahler de l'Ars est de quatre.

## Hydrologie

### L'Ars à Pérols-sur-Vézère
Le débit de l'Ars a été observé sur une période de 63 ans (1956-2019), à la station hydrologique Pérols-sur-Vézère, à proximité du lieu-dit Ars. À cet endroit, le bassin versant présente une superficie de 33 km2, soit à peine le quart de l'ensemble de son bassin versant, et avant d'avoir reçu l'apport en eau du ruisseau de Pérols.
Le module y est de 0,964 m3/s.
L'Ars présente des fluctuations saisonnières de débit, avec une période de hautes eaux caractérisée par un débit mensuel moyen évoluant dans une fourchette de 1,08 à 1,63 m3/s, de novembre à avril inclus (avec un maximum en janvier). La période des basses eaux a lieu de juin à octobre, avec une baisse du débit moyen mensuel allant jusqu'à 0,305 m3/s au mois d'août. Cependant ces chiffres ne sont que des moyennes et les fluctuations de débit peuvent être plus importantes selon les années et sur des périodes plus courtes.

### Étiage ou basses eaux
À l'étiage, le VCN3 peut chuter jusque 0,062 m3/s, soit 62 litres par seconde, en cas de période quinquennale sèche.

### Crues
Quant aux crues, les QIX 2 et QIX 5 valent respectivement 7,5 et 9,8 m3/s. Le QIX 10 est de 11 m3/s, le QIX 20 de 13 m3, tandis que le QIX 50 se monte à 15 m3/s.
Le débit instantané maximal enregistré durant cette période a été de 14,9 m3/s le 5 juillet 2001, correspondant à une hauteur de 1,03 mètre. La valeur journalière maximale du débit a atteint 10,7 m3/s le 5 janvier 2018.

### Lame d'eau et débit spécifique
Au total, l'Ars est un cours d'eau abondant. La lame d'eau écoulée dans la partie haute de son bassin versant (un quart de son bassin versant total) est de 925 millimètres annuellement, ce qui est très supérieur à la moyenne de la France entière tous bassins confondus (320 millimètres/an). Le débit spécifique de la rivière (ou Qsp) y atteint ainsi le chiffre de 29,2 litres par seconde et par kilomètre carré de bassin.

## Environnement
Les trois communes arrosées par l'Ars font partie du parc naturel régional de Millevaches en Limousin.
Sur les 600 premiers mètres de son cours, le ruisseau de l'Étang du Diable est longé en rive gauche par le GR 440, qui le franchit quelques kilomètres en aval au sud-est du lieu-dit les Rioux. Sa variante 440B longe la rivière d'Ars sur plus de deux kilomètres depuis le lieu-dit Ars jusqu'au pont de Variéras.

## Monuments ou sites remarquables à proximité
Le pont médiéval de Variéras sur la rivière d'Ars pourrait dater de l'époque carolingienne. Il est inscrit au titres des monuments historiques.

## Galerie de photos

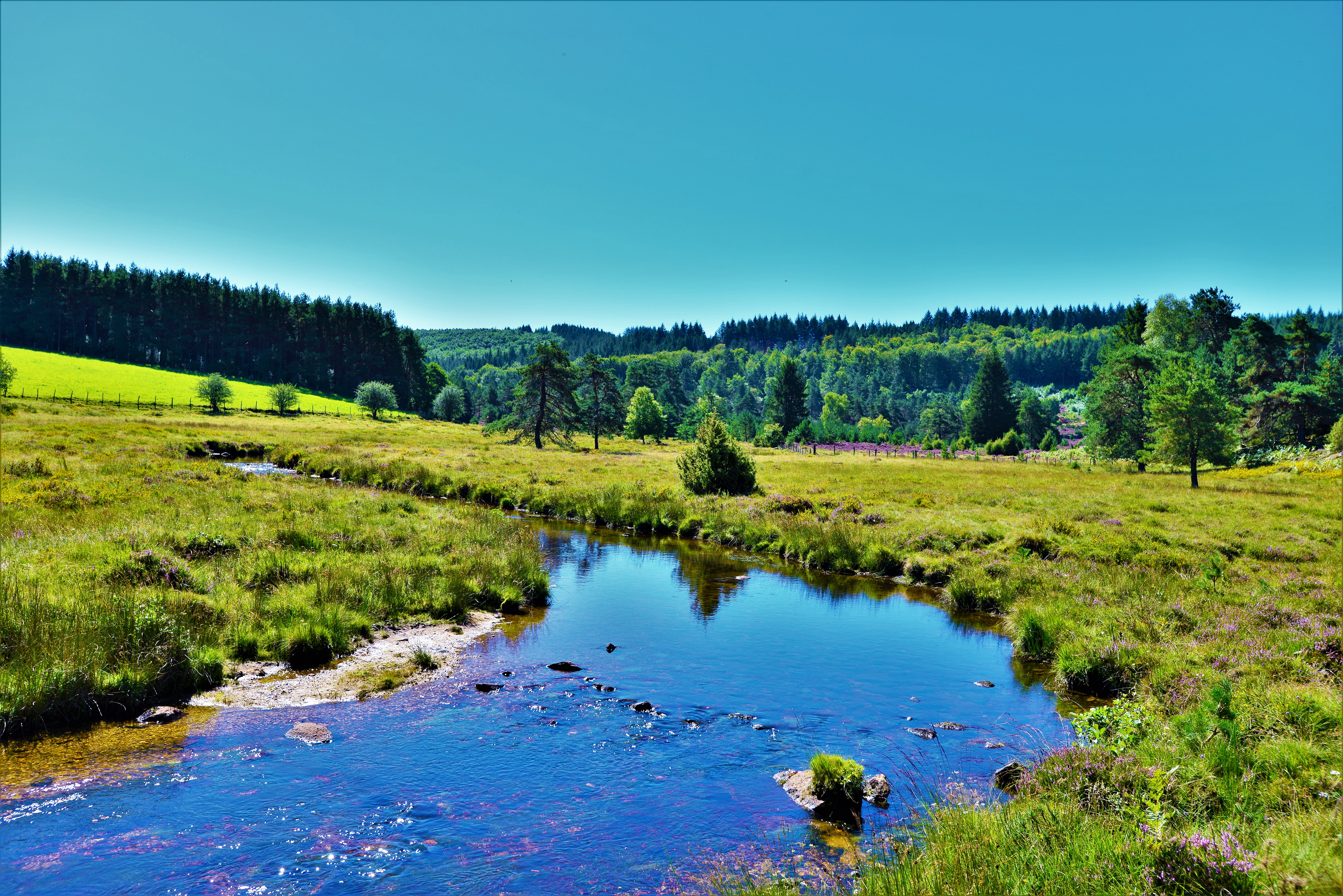
L'Ars en amont du pont de la RD 78.
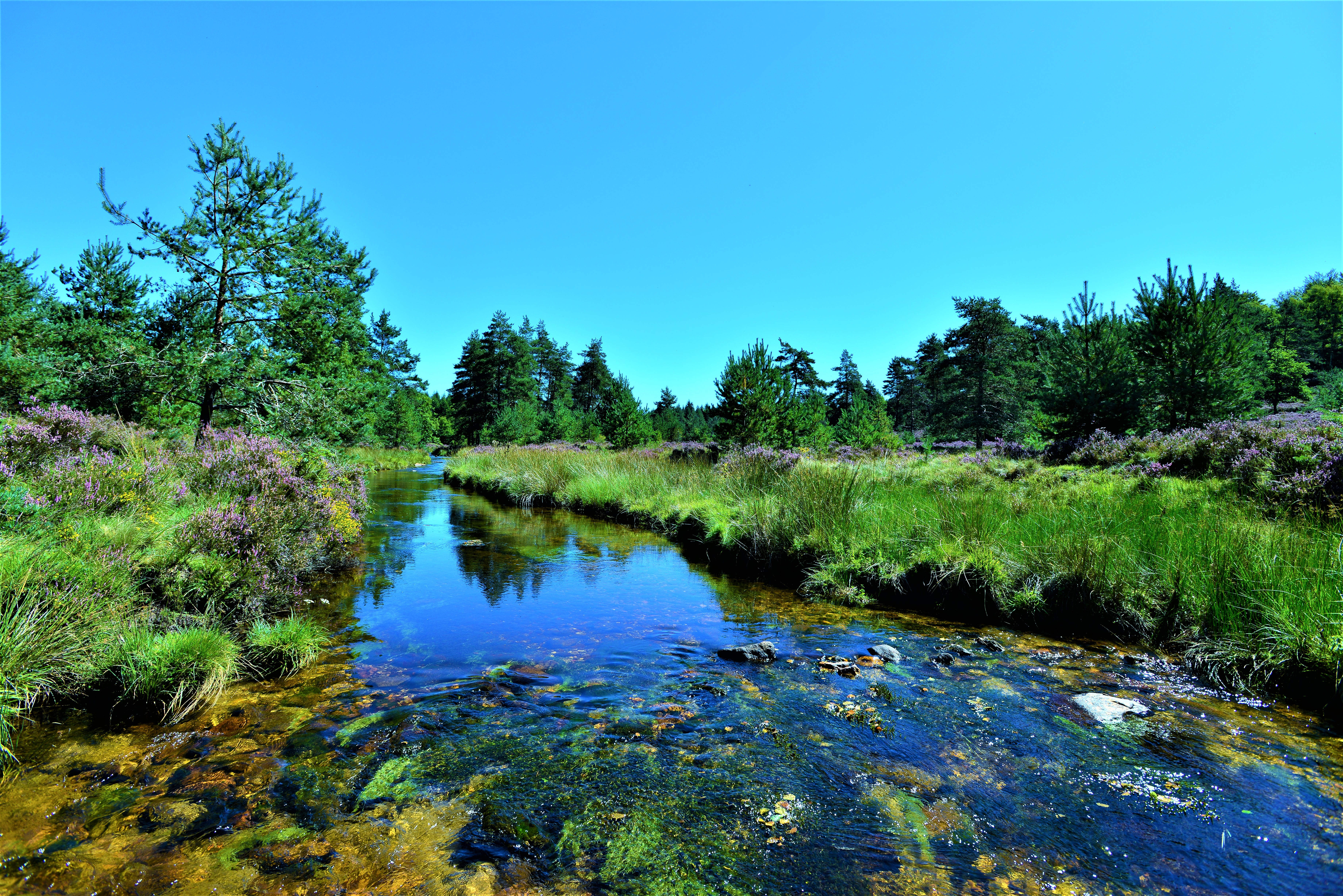
Idem.
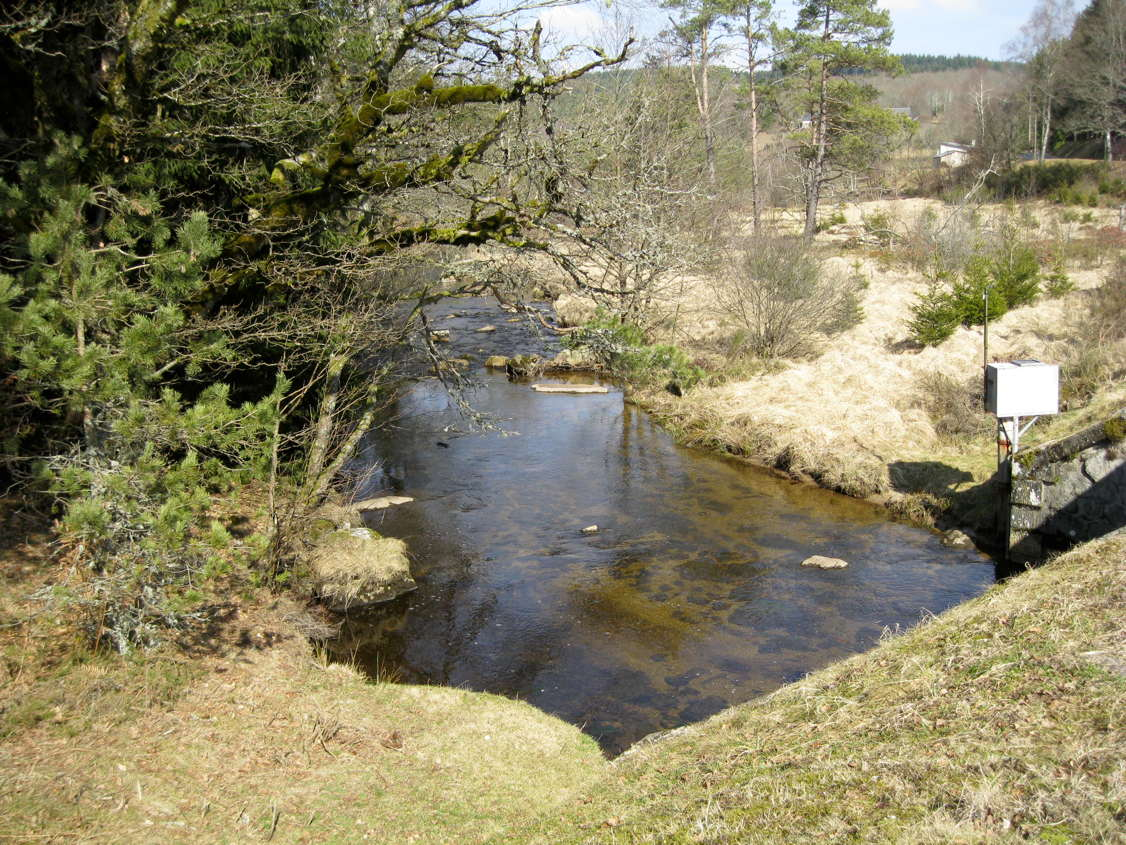
L'Ars au nord-est de Pérols-sur-Vézère, au pont de la RD 78.
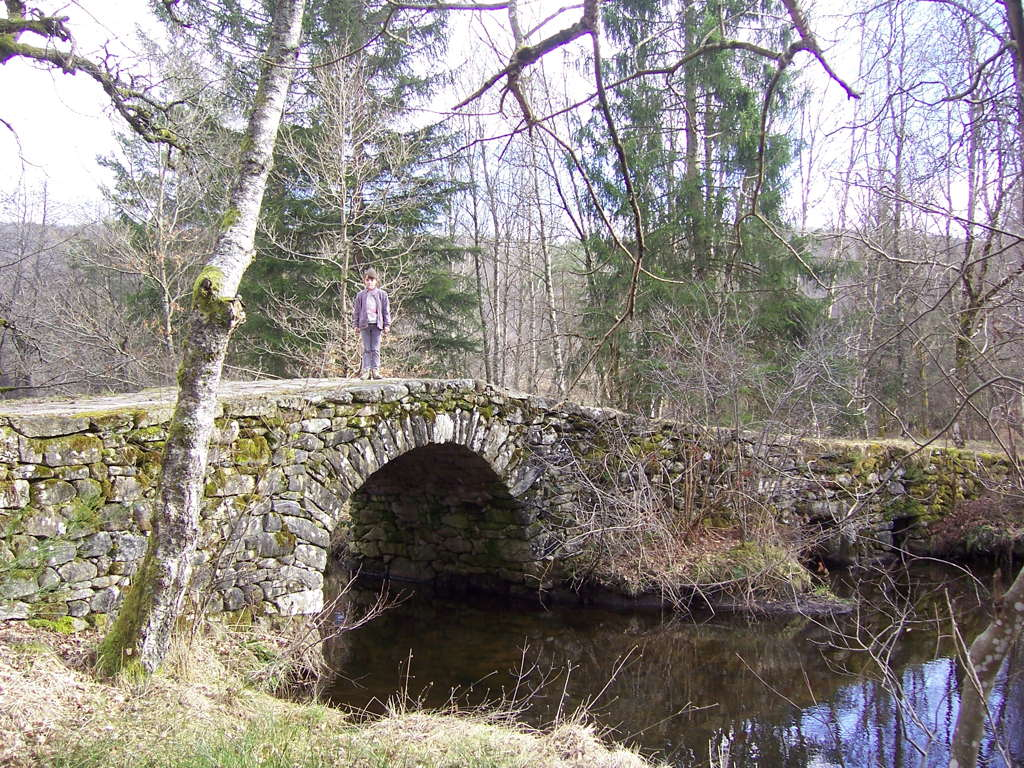
Le pont de Variéras.
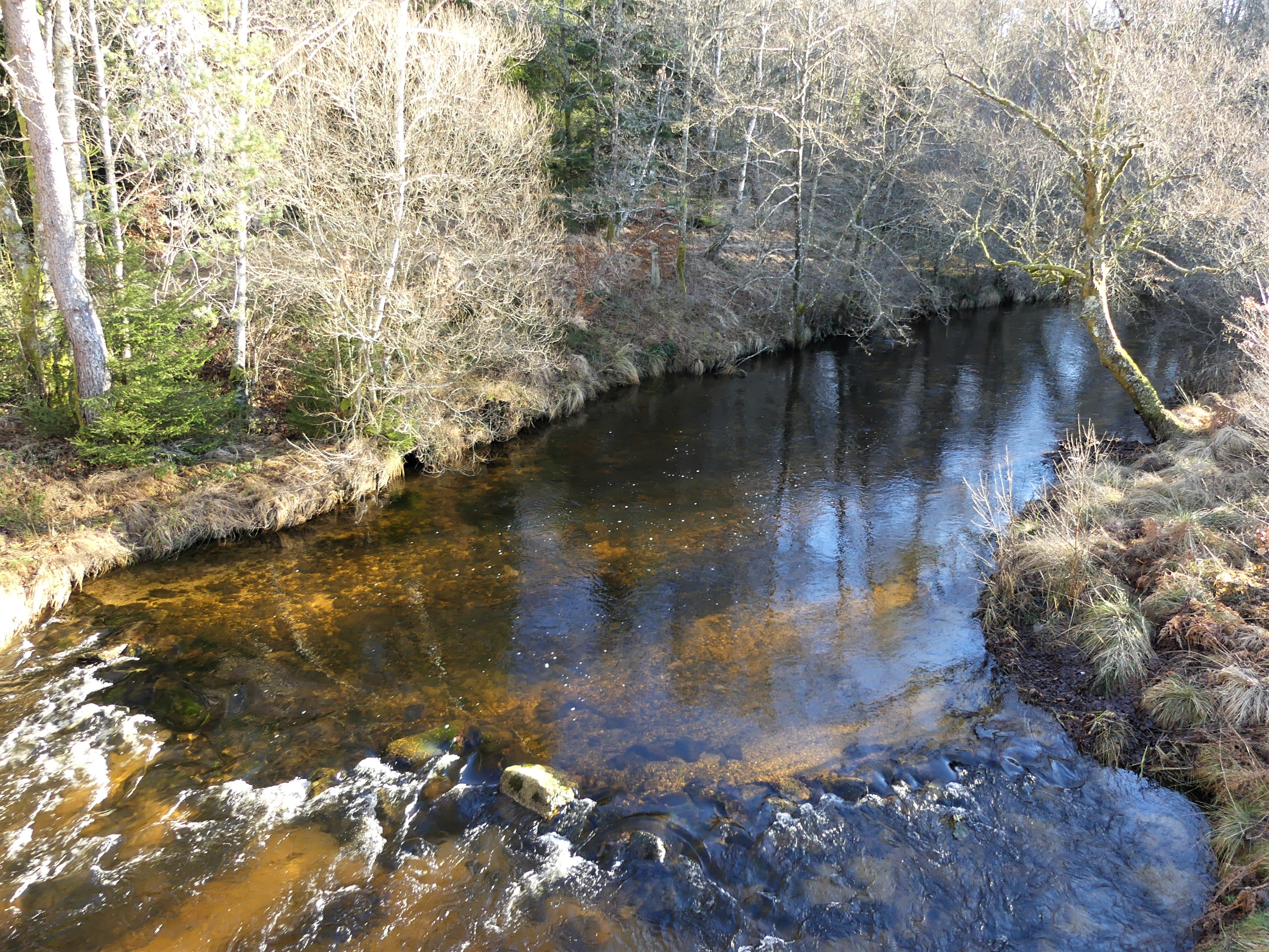
La Petite Vézère au pont de Chaleix.